# Gáti István (költő)
Gáti István (Budapest, 1979. január 20. –) magyar költő, műfordító, dalszövegíró.
2000–2004 között az ELTE Bölcsészettudományi Kar könyvtár szakára járt. Több mint húsz évet dolgozott a könyvszakmában, 2022-től szabadfoglalkozású író.

## Írói pályafutása
Első verse 2004-ben jelent meg a Holmiban. Azóta számos lapban publikált, majd tizenkét év múlva megjelent első önálló verseskötete, a Lehetne rend. Gyerekversei többek között az Aranysityak, a Válogatós, az Erdőszelfi és a Diridongó című antológiákban olvashatók. Tél utca harmincnyolc című verse szerepel Szalóki Ági Körforgás című lemezén, illetve a hozzá kapcsolódó könyvben. Verseken kívül ír dalszövegeket, és főként orosz költők verseit fordítja magyarra. Első prózafordításai Danyiil Harmsz novellái, a Visszatérés a Szojuzba című antológiában olvashatók. Puskin verseit nem csak fordította, de három prózai művét verses trilógiává alakította. A Puskin-trojka darabjai (A postamester, A koporsókészítő, A pikk dáma) a Kortárs folyóiratban szerepelnek, illetve 2022-ben kötetben is megjelentek a Napkút Kiadónál.
Vida Józseffel közös szerzői lemeze rangos előadók közreműködésével 2014-ben jelent meg (MÁSSALhangzók: Néma dal). Azóta több ismert énekessel dolgozott. Mondok Yvette szoprán énekesnő első albumának szövegírója, producere. Első gyerekeknek szánt könyve, a Tök Magda kalandjai 2017 őszén jelent meg a Móra Kiadónál. Ezt követte 2021-ben a Kornél, a kobra című verses mese.
2014-től a szervezet megszűnéséig tagja volt a József Attila Körnek, 2015-ben pedig Babits Mihály műfordítói ösztöndíjat nyert. 2022-től a Szépírók Társaságának tagja.
Első színdarabját Tök Magda kalandjai címmel a Holdvilág Kamaraszínház mutatta be Koltai Judit rendezésében. Megzenésített gyerekversei a Járdasziget együttes Tesónap című lemezén hallhatók. 2022. szeptemberétől HiányPótló címmel beszélgetős műsort vezet a Youtube-on.

## Művei

### Önálló kötetek
- Lehetne rend (Parnasszus, Budapest, 2016)
- Tök Magda kalandjai; verses mese (Móra Kiadó, Budapest, 2017)
- Kornél, a kobra; verses mese (Móra Kiadó, Budapest , 2021)
- A Puskin-trojka (Napkút Kiadó, 2022)

### Antológiák
- Aranysityak (Csodaceruza Kiadó, 2010; Móra Kiadó, 2013)
- Családi kör (Holnap Kiadó, 2013)
- Válogatós (Cerkabella Kiadó, 2014)
- Körforgás (Kolibri Kiadó, 2014)
- Visszatérés a Szojuzba (Antológia Kiadó, 2013)
- 3 pofon (ELTE BTK, MűMű, 2014)
- A színésznő (Raszter Kiadó, 2014)
- Kortárs-költőverseny 2011–2017 (Kortárs, 2017)
- Csodaváró hangszer (Budapest, 2018)
- Mondani-valók (Bárka, 2019)
- Erdőszelfi (Móra Kiadó, 2020)
- Diridongó (Móra Kiadó, 2020)
- Nonum annum (ELTE BTK, 2020)
- Sportszelfi (Móra Kiadó, 2021)

### Diszkográfia
- Szalóki Ági: Körforgás (Tom-Tom Records, 2014)
- MássalHangzók: Néma dal (magánkiadás, 2014)
- Járdasziget: Tesónap (Virtual Transport, 2020)
- Vincze Lilla: Égig ér a csend (Virtual Transport, 2021)
- Mondok Yvette: Törhetetlen híd (Virtual Transport, 2022)
- RockFlow: Annyira jó (Virtual Transport, 2023)

### Színdarabok
- Tök Magda kalandjai – a csodaszérum (Bemutató: Holdvilág Kamaraszínház, 2021, rendezte: Koltai Judit)
- Cinóber, zenés felvilágosodás két részben (E.T.A. Hoffman regénye nyomán) (Bemutató: Holdvilág Kamaraszínház, 2023. Rendező: Koltai Judit)